# Fiets-en-voetveer

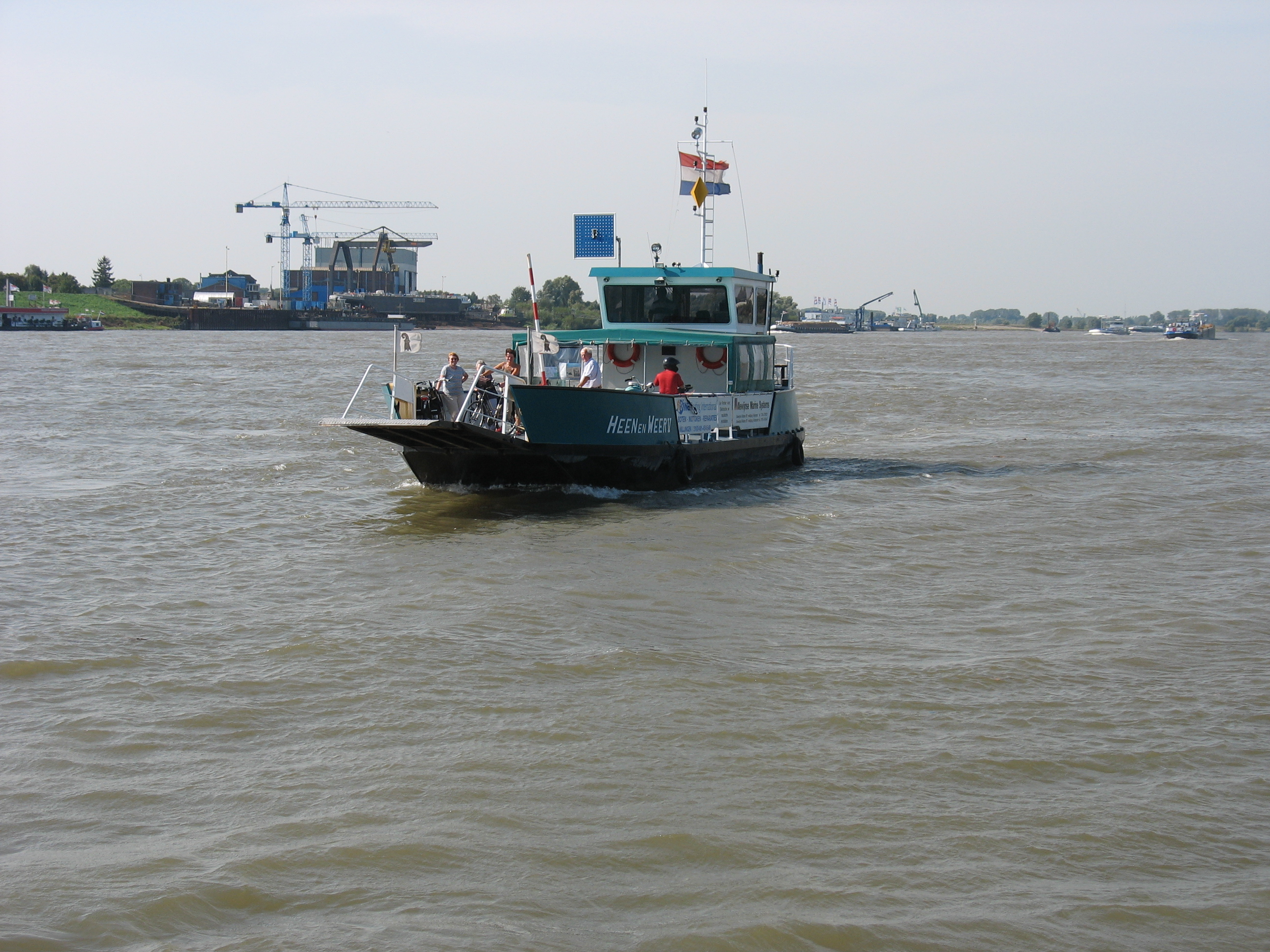
De veerpont Heen en Weer V in het Bijlandsch Kanaal bij Millingen aan de Rijn

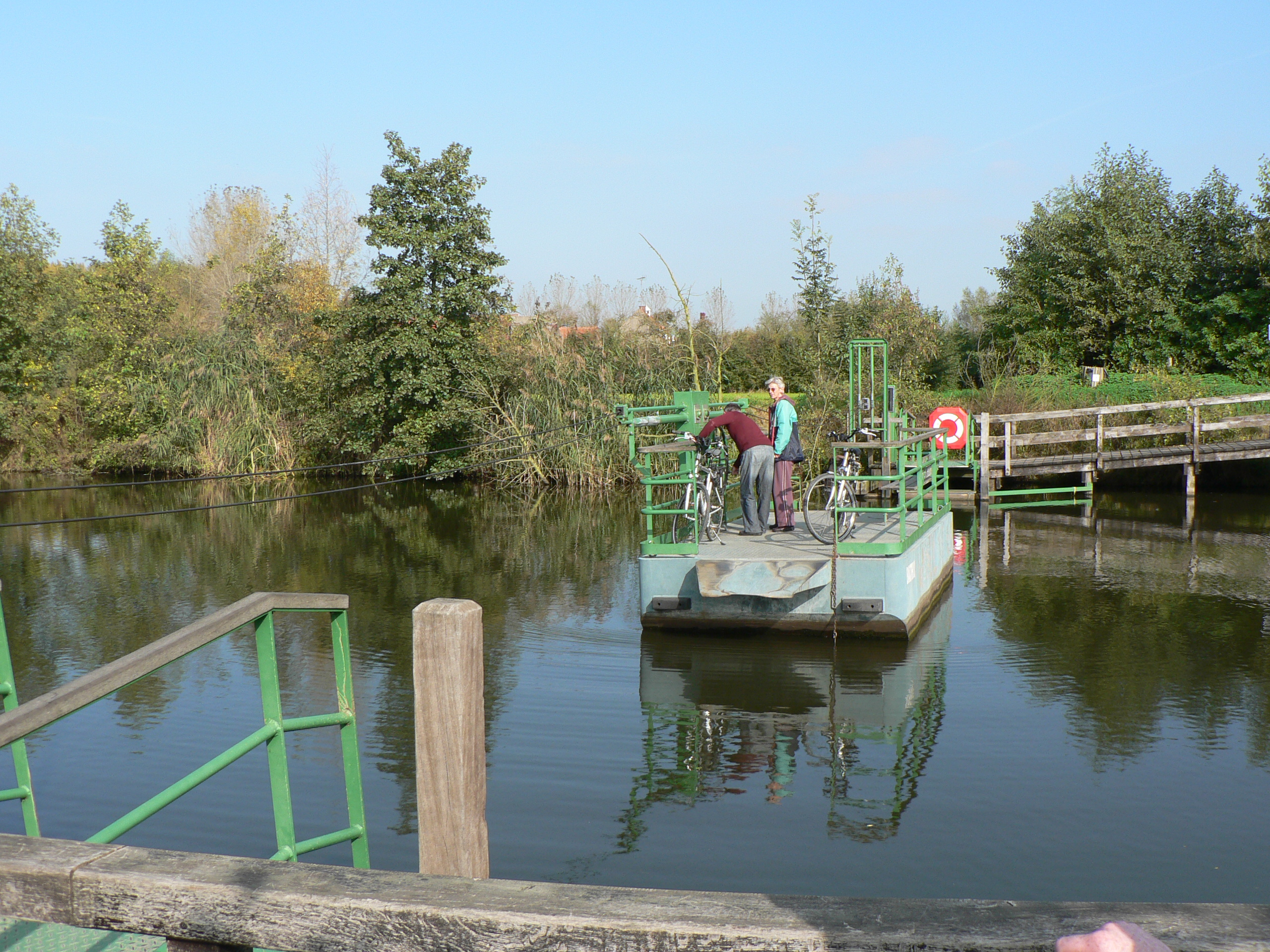
Bathio, een zelfbedieningsveerpontje aan de vosselareput in het Belgische Bachte-Maria-Leerne

Fiets-en-voetveren zijn veerpont- of veerbootverbindingen voor fietsers en wandelaars. Voetveren zijn alleen voor wandelaars. Fiets-en-voetveren liggen in de regel op plaatsen waar andere oeververbindingen ontbreken. Gemotoriseerd verkeer wordt daar omgeleid via de dichtstbijzijnde algemene oeververbinding. 
Meestal gaat het om pontjes die veel kleiner zijn dan algemene veerponten; soms betreft het eenvoudigweg een roeiboot. Veel fiets- en voetveren varen niet het hele jaar door. Voetgangers en fietsers dienen als ze willen overvaren vaak een bel op de oever te luiden om de veerman te roepen.
Er bestaan ook zelfbedienings-fiets-en-voetveren waarbij men zich door middel van een wiel en kabel of ketting naar de overkant moet trekken.
Nederland telt ruim 150 fiets-en-voetveren, vaak over kleine waterwegen, maar ook verscheidene over rivieren zoals de Waal, de Rijn en de IJssel en over de Waddenzee. België heeft enkele tientallen fiets-en-voetveerverbindingen.

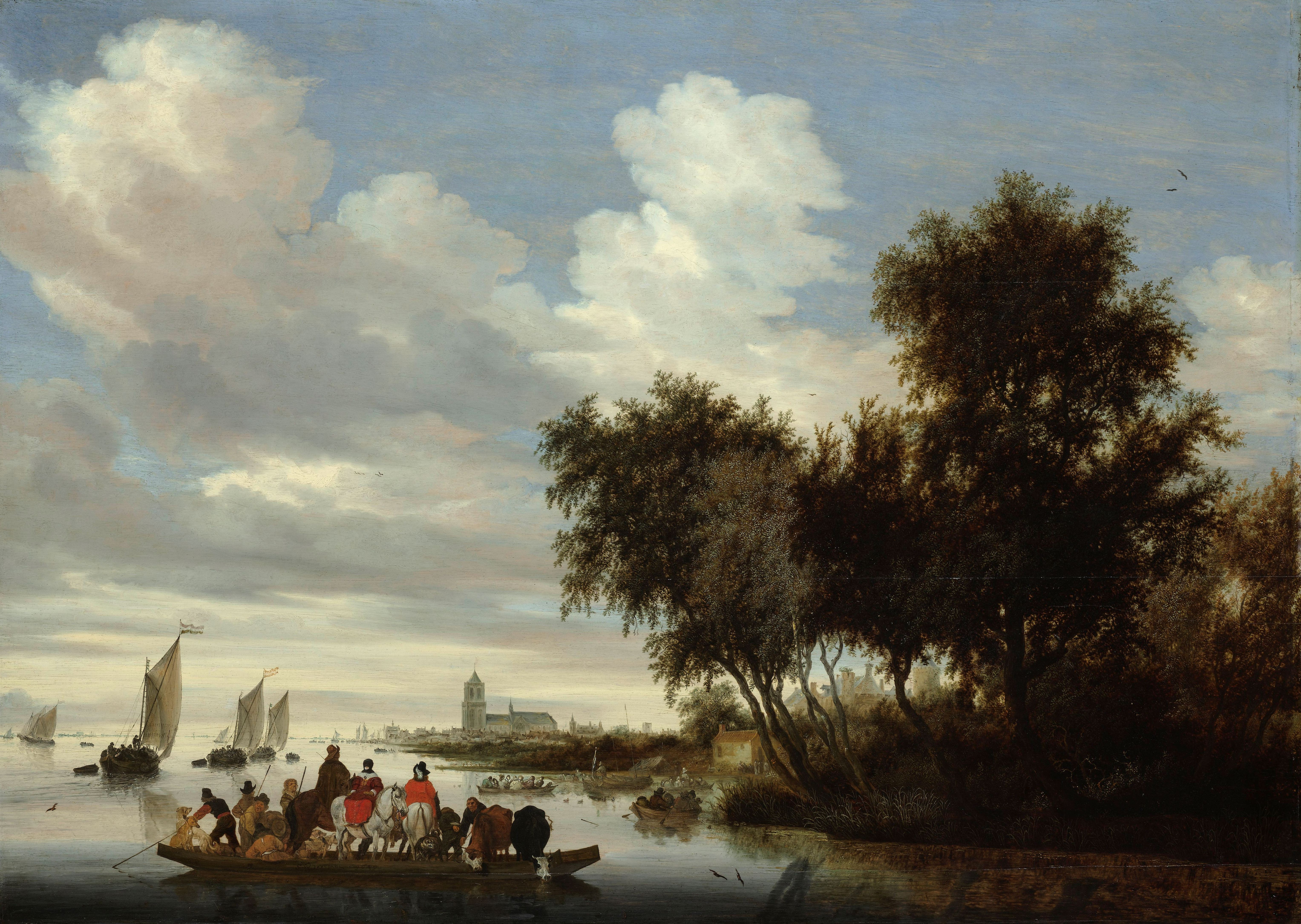
Rivierlandschap met een veerboot, Salomon van Ruysdael, 1649
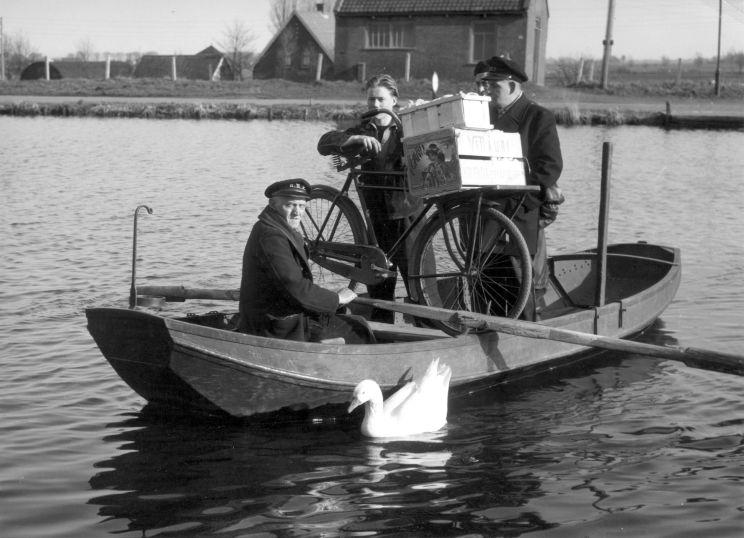
Voetveer met rijwiel aan boord, Lisse (1952)
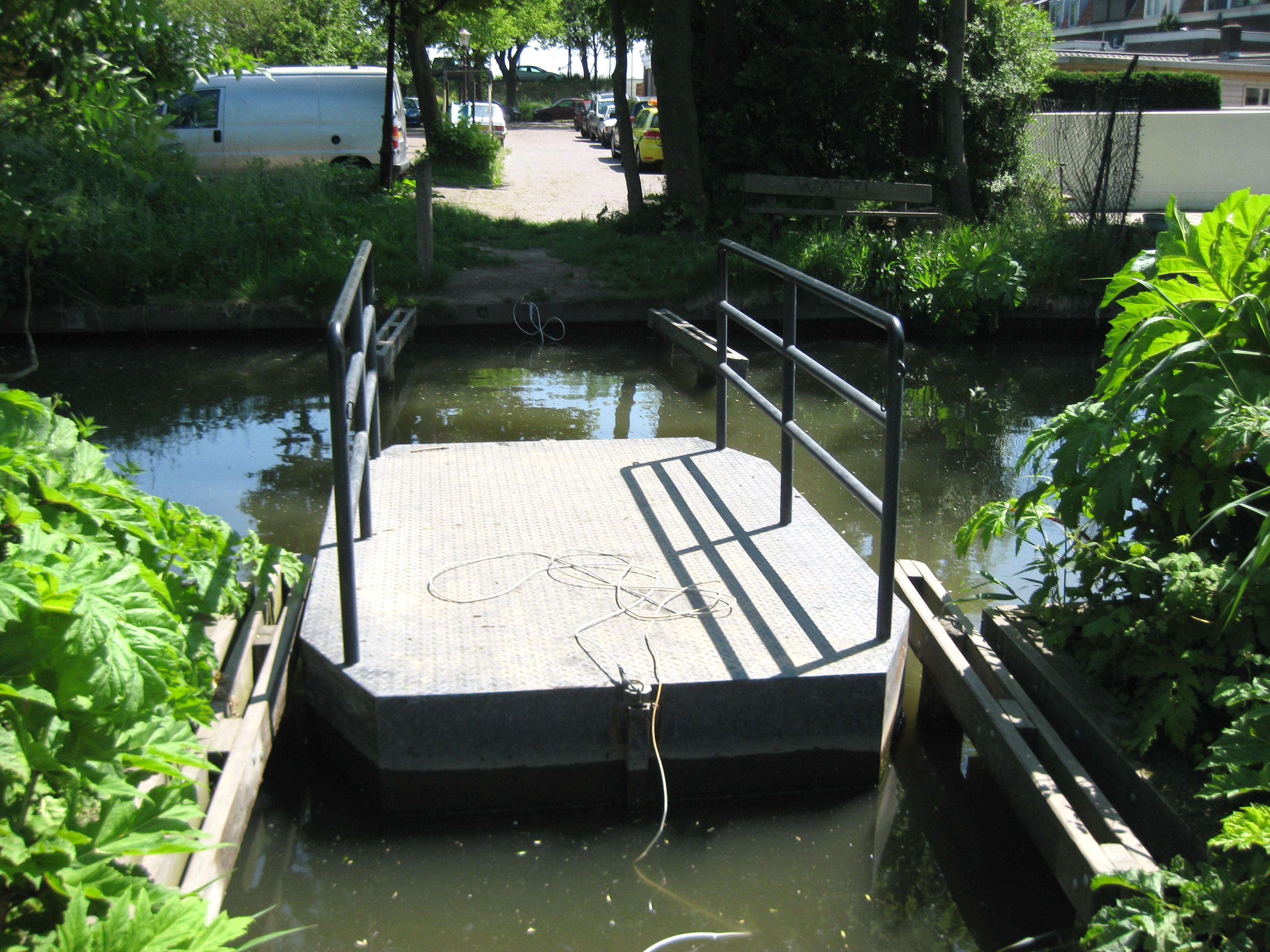
Voetveer in het Schellingwouderpark in Amsterdam-Noord
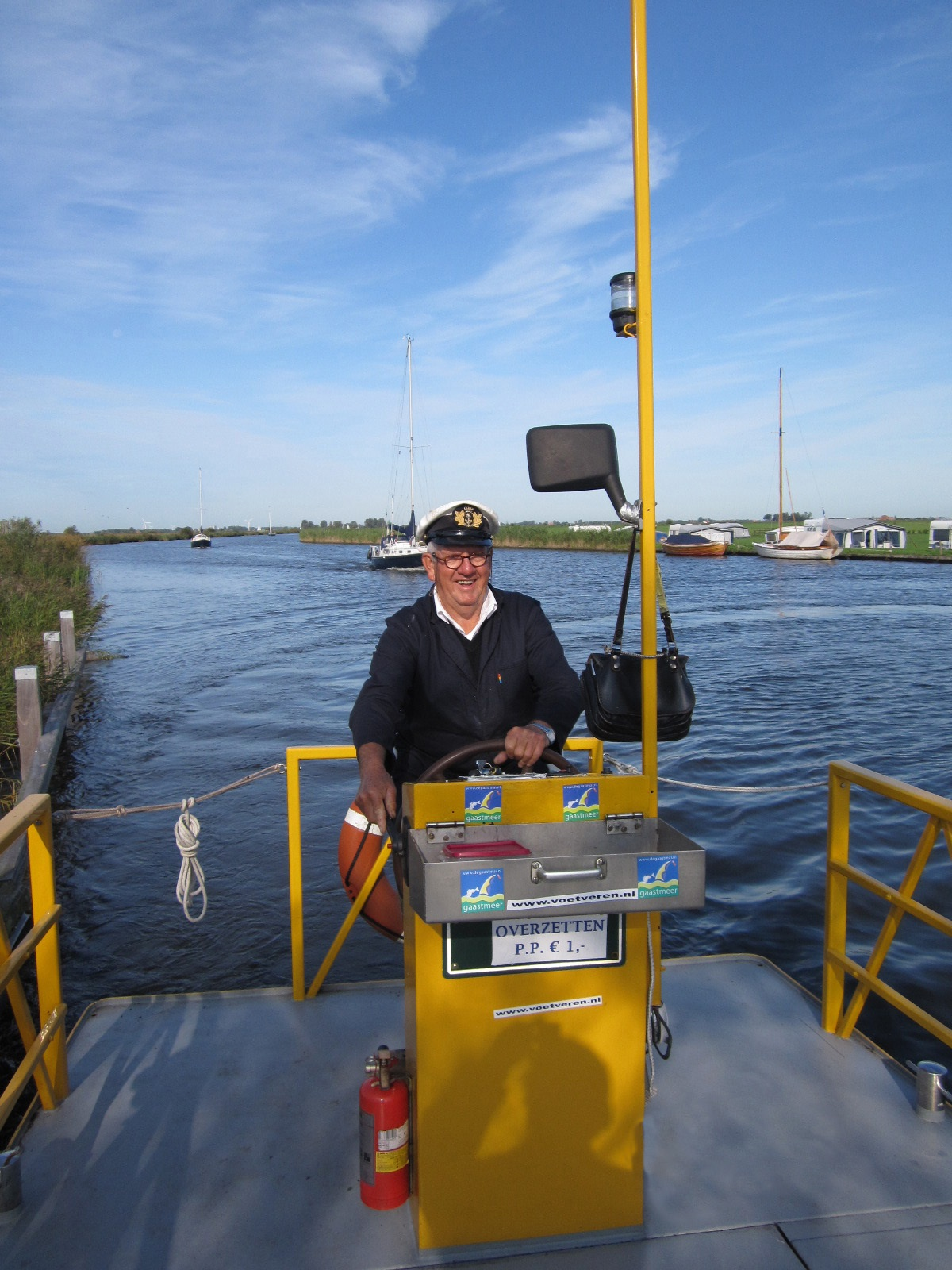
Pontje over de Inthiemasloot bij Gaastmeer, Friesland met schipper Menno Sappé
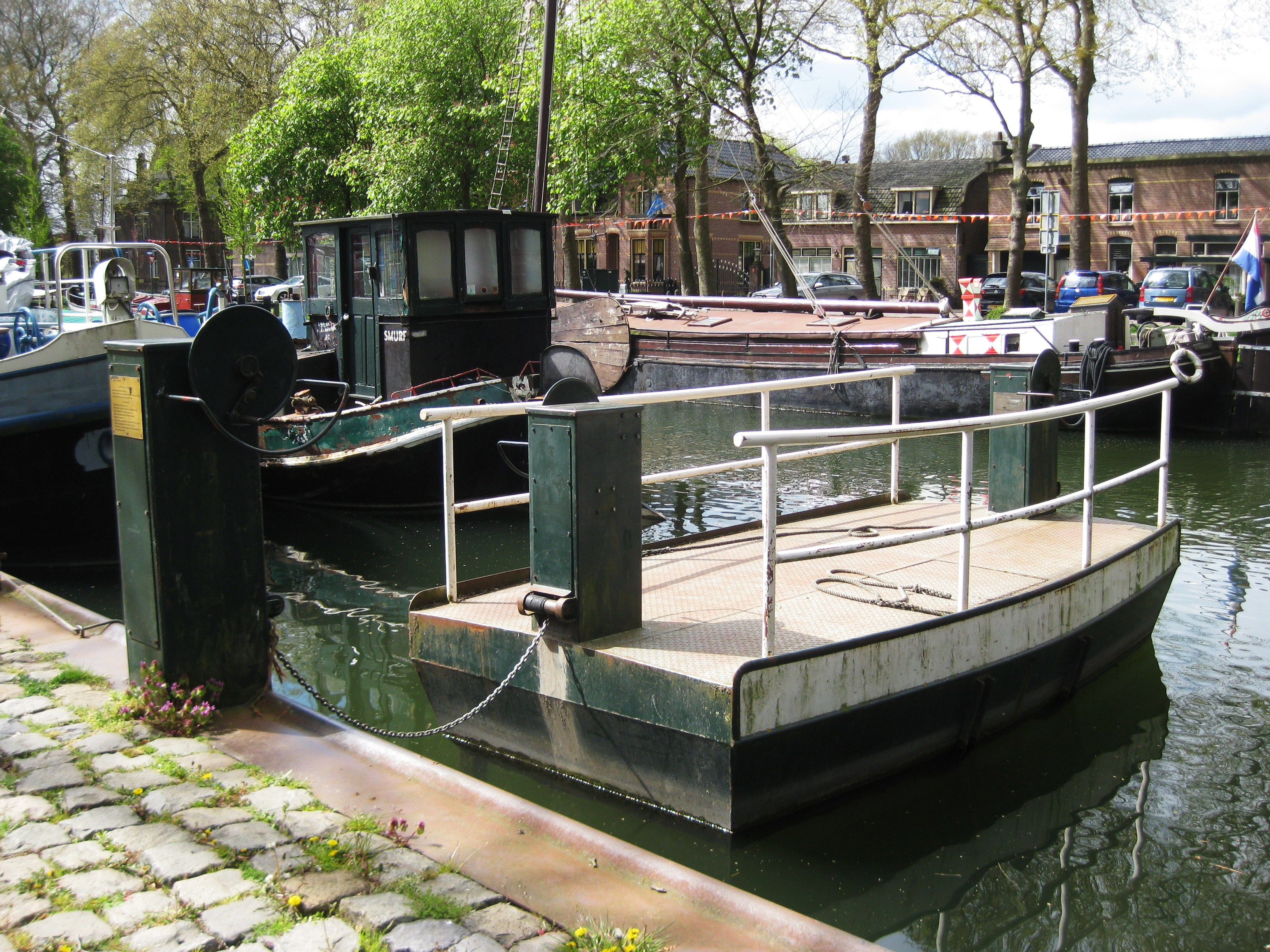
Voetpont over de Vaartsche Rijn bij Museumwerf Vreeswijk
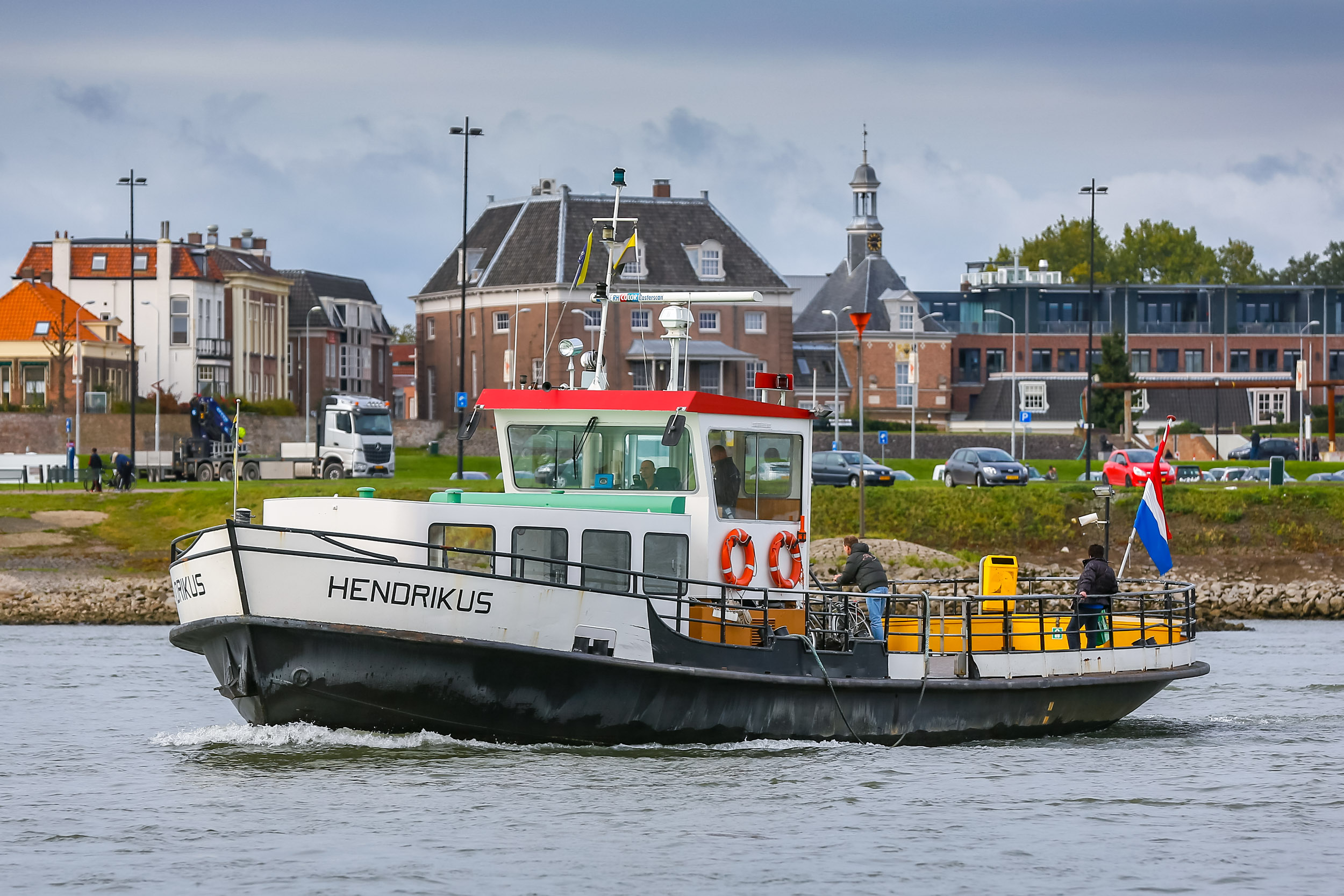
De voormalige veerpont Hendrikus over de Waal tussen Tiel en Wamel